# Обчина Местеканиш
Обчина Местеканиш је планински ланац у Румунији. Геолошки припадају молдавско-мунтенској групи Карпата у потпровинцији Спољни Источни Карпати. Унутар Румуније, међутим, традиционално је да се Источни Карпати (Carpații Orientali) поделе на три географске групе (север, центар и југ). 
Румунска категоризација обухвата гребен Местеканиш у оквиру северних Карпата Марамуреша и Буковине (Grupa Nordică, Munții Carpați ai Maramureșului și Bucovinei).
Из ових планина извире река Сучава. Највиши врх овог планинског ланца је Лучина врх, налази се на висини од 1.588 m (5.210 ft). Планински венац је део буковинских гребена (Obcinele Bucovinei).